# Titaea timur
Titaea timur är en fjärilsart som beskrevs av Gustav Weymer 1930. Titaea timur ingår i släktet Titaea och familjen påfågelsspinnare. Inga underarter finns listade i Catalogue of Life.